# Eduard Fuchs (Extremsportler)

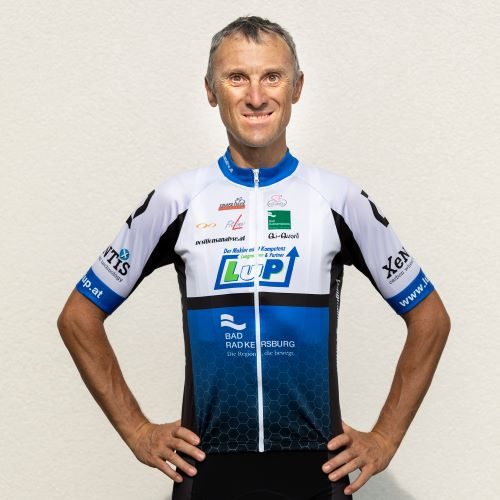

Eduard Fuchs (* 8. September 1975 in Bad Radkersburg) ist ein österreichischer Extremradsportler. Der gebürtige Bad Radkersburger ist Berufsunteroffizier beim Österreichischen Bundesheer und lebt in Graz.
Eduard Fuchs bestreitet seit seinem 14. Lebensjahr regelmäßig Straßenradradrennen und wechselte 2008 auf Ultra- und Extremradrennen. Als Radrennfahrer bestritt er weltweit über 800 Eintages- und Etappenrennen.
Im Jahr 2008 stieg er in die Ultracycling-Szene ein. Drei Mal in Folge (2010, 2011 und 2012) gewann er das Race Around Austria sowie 2020 neuerlich zum vierten Mal. Durch den Sieg beim Race Around Ireland 2014 wurde er zugleich als erster Österreicher UMCA Ultracycling – Europameister. 2013 belegte er bei seiner Premiere des Race Across America den 8. Gesamtplatz. 2015 startete er beim längsten Radrennen der Welt – dem Red Bull Trans Siberian Extreme und belegte auf der Strecke von Moskau nach Wladiwostok nach 9195 km in 23 Tagen den 2. Gesamtrang. Diesen Erfolg wiederholte er 2016.
Aktuell startet er für das „Langmann & Partner Powerteam“, davor für folgende Teams:
- ARBÖ ASKÖ Desserta Graz
- ARBÖ ASKÖ Raaba
- ARBÖ Denzel Wien
- URC Schwarzl See Lassnitzhöhe

Seit 2018 ist er als Cyclingcoach „eduard fuchs - cyclingcoaching“ tätig.